# 笠置山 (京都府)
笠置山（かさぎやま）は、京都府相楽郡笠置町にある山。標高は288mもしくは289mとされている。1932年（昭和7年）に国の史跡および名勝に指定され、1964年（昭和39年）4月1日に京都府立笠置山自然公園が設けられた。

## 概要
京都府南東部を東から西に流れる木津川に南から半島状に突き出す形で位置する。地質は花崗岩で奇岩や怪石が多い。
笠置山にある笠置寺の境内からは弥生時代の石剣が出土している。寺が創建されたのは7世紀末とされる。
笠置山が有名になったのが元弘の乱で、鎌倉幕府の倒幕計画が発覚した後醍醐天皇が笠置寺に行幸して御在所とし、鎌倉方の大軍が押し寄せて籠城戦となった（笠置山の戦い）。
山のほぼ全体が広葉樹に覆われ、アラカシやクヌギ、アオキなどが自生する。山麓の河原には桜が植えられているほか、紅葉の名所としても有名である。

## 周辺
- 笠置寺
- 後醍醐天皇行在所跡
- 弥勒磨崖仏